# Hôtel de ville de Péronne
L'hôtel de ville de Péronne est un bâtiment des XVIe et XVIIIe siècles situé dans le centre-ville de Péronne, dans le département de la Somme. Il abrite les services politiques et administratifs de la ville, la bibliothèque municipale et le musée Alfred-Danicourt.

## Historique

### Moyen Âge
Le premier hôtel de ville connu date de 1293 lorsque les échevins achetèrent un bâtiment surmonté d'un beffroi. Cette acquisition fut confirmée par lettres patentes du roi Philippe IV le Bel. En 1397, le beffroi fut démoli car jugé dangereux.

### Époque moderne
En 1509, afin de financer la reconstruction de l'hôtel de ville, le roi Louis XII accorda à la ville de Péronne la perception des droits seigneuriaux des prévôtés de Péronne, Roye et Montdidier. Malheureusement à peine reconstruit, l'édifice fut très endommagé au cours du siège de 1536. Le roi François Ier accorda un financement pour sa reconstruction qui fut achevé en 1584. La façade était alors ornée de salamandres sculptées avec la devise du roi nutrisco et exstinguo.
En 1751 et 1771, l'hôtel de ville fut agrandi et reconstruit en grande partie. Le roi Louis XVI fit un don de 15 000 livres et autorisa la ville à faire un emprunt de 20 000 livres à cet effet.
Le bailliage était situé juste à côté de l'hôtel de ville, sur la Grand-Place avec une façade de style Renaissance. Sa façade s'écroula en 1701, et fut relevée grâce aux libéralités de Louis XIV. En son honneur, le fronton fut orné d'un soleil en plomb doré avec la devise du Roi-Soleil : Nec pluribus impar.

### Époque contemporaine
En 1863, l'hôtel de ville et la maison du bailliage mitoyenne qui abrite désormais la bibliothèque municipale et le musée Alfred-Danicourt furent réunis. En 1866, un clocheton et une horloge à plusieurs cadrans furent placés sur le toit.
Détruit pendant la Grande Guerre, l'édifice fut reconstruit en gardant l'allure général de l'ancien édifice durant l'entre-deux-guerres. En 1940, il subit de nouveaux dommages en fut restauré après 1945.
Le 9 novembre 2018, dans le cadre des commémorations du centenaire de la fin de la Grande Guerre, Emmanuel Macron, président de la République, a rencontré des historiens spécialistes de la Première Guerre mondiale, à l'hôtel de ville de Péronne après avoir visité l'historial de la Grande Guerre.

### Galerie de cartes postales anciennes de la Grand-Place et de l'Hôtel-de-Ville

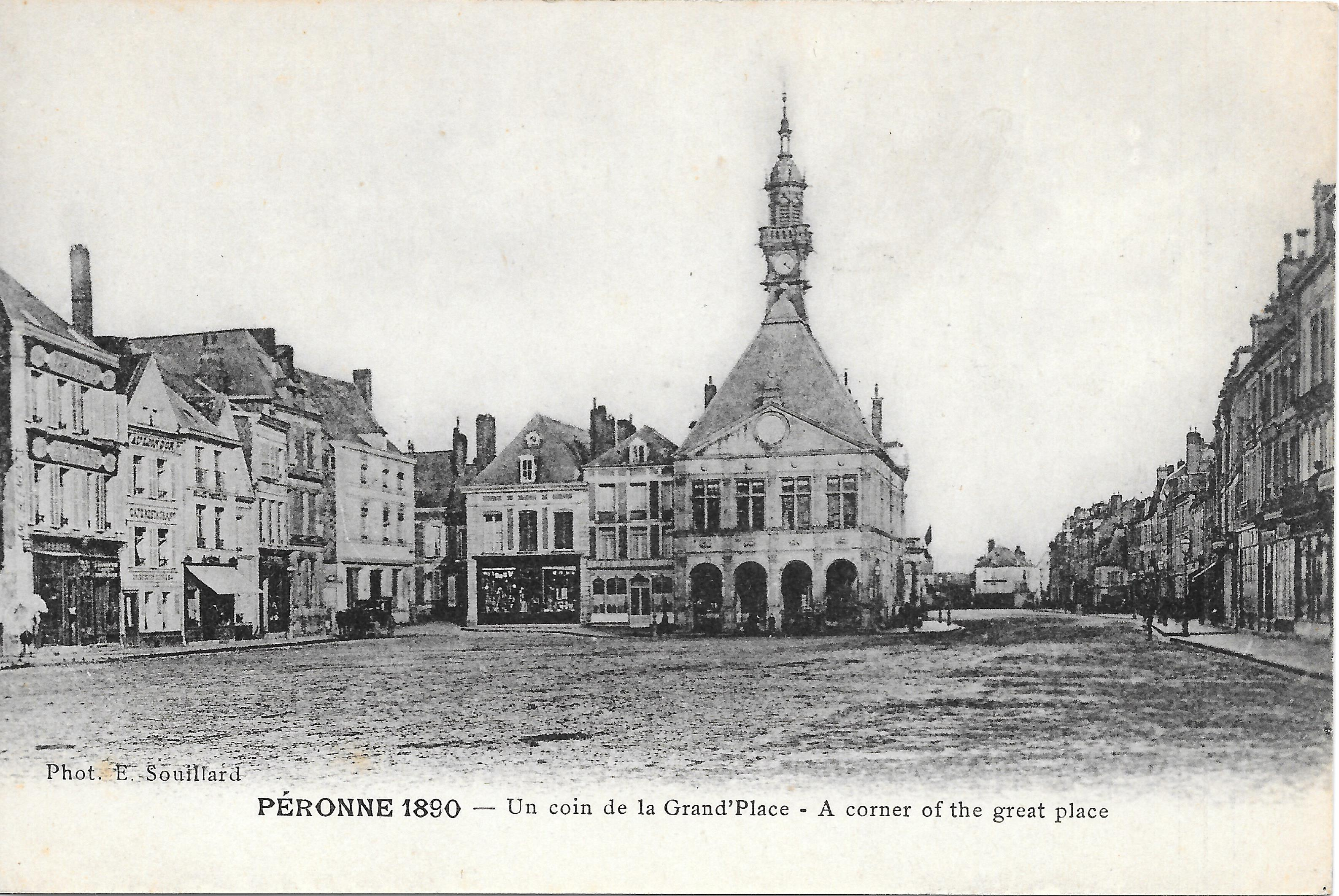
La grand-place en 1890.
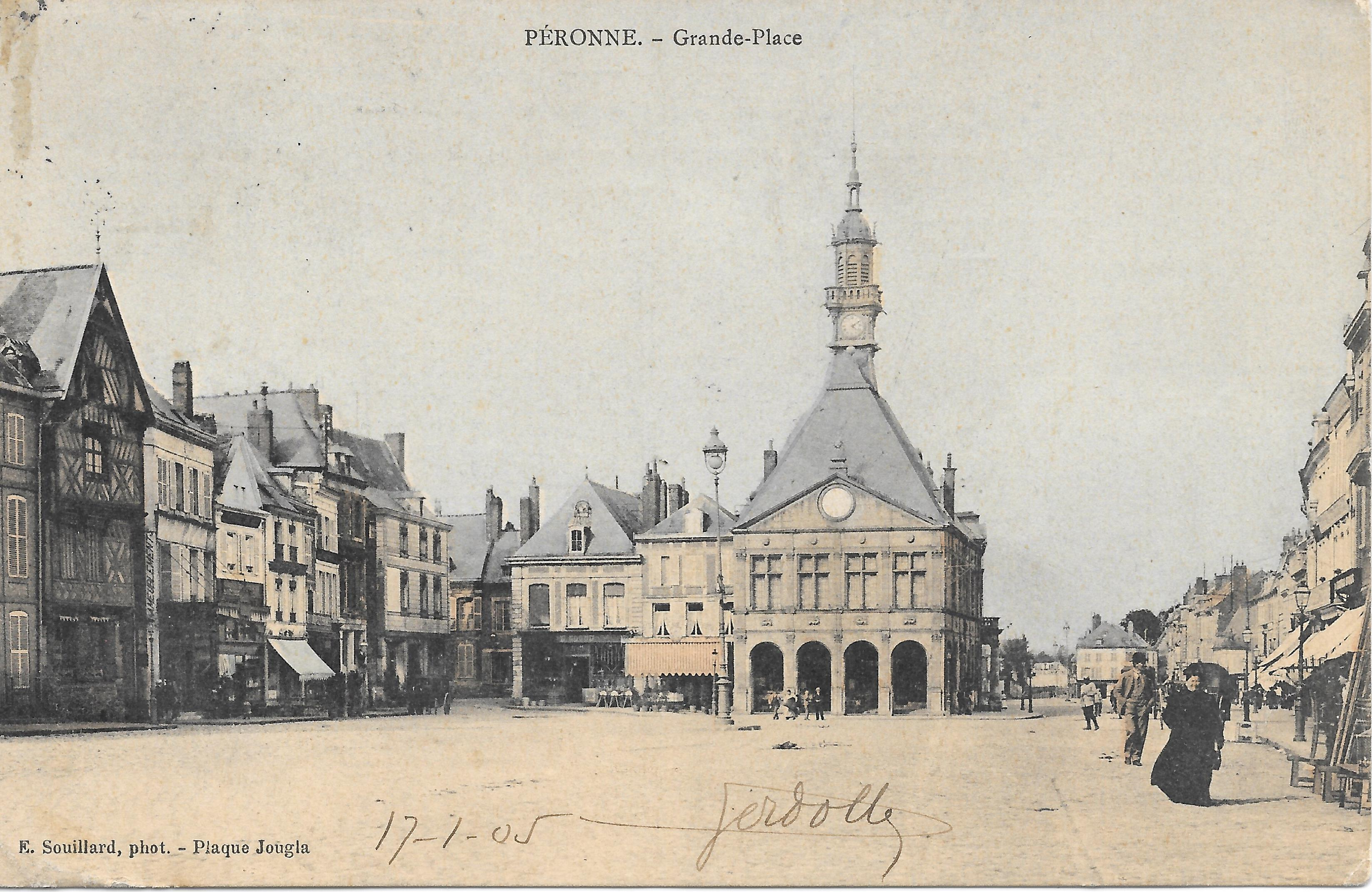
La grand-place vers 1905.
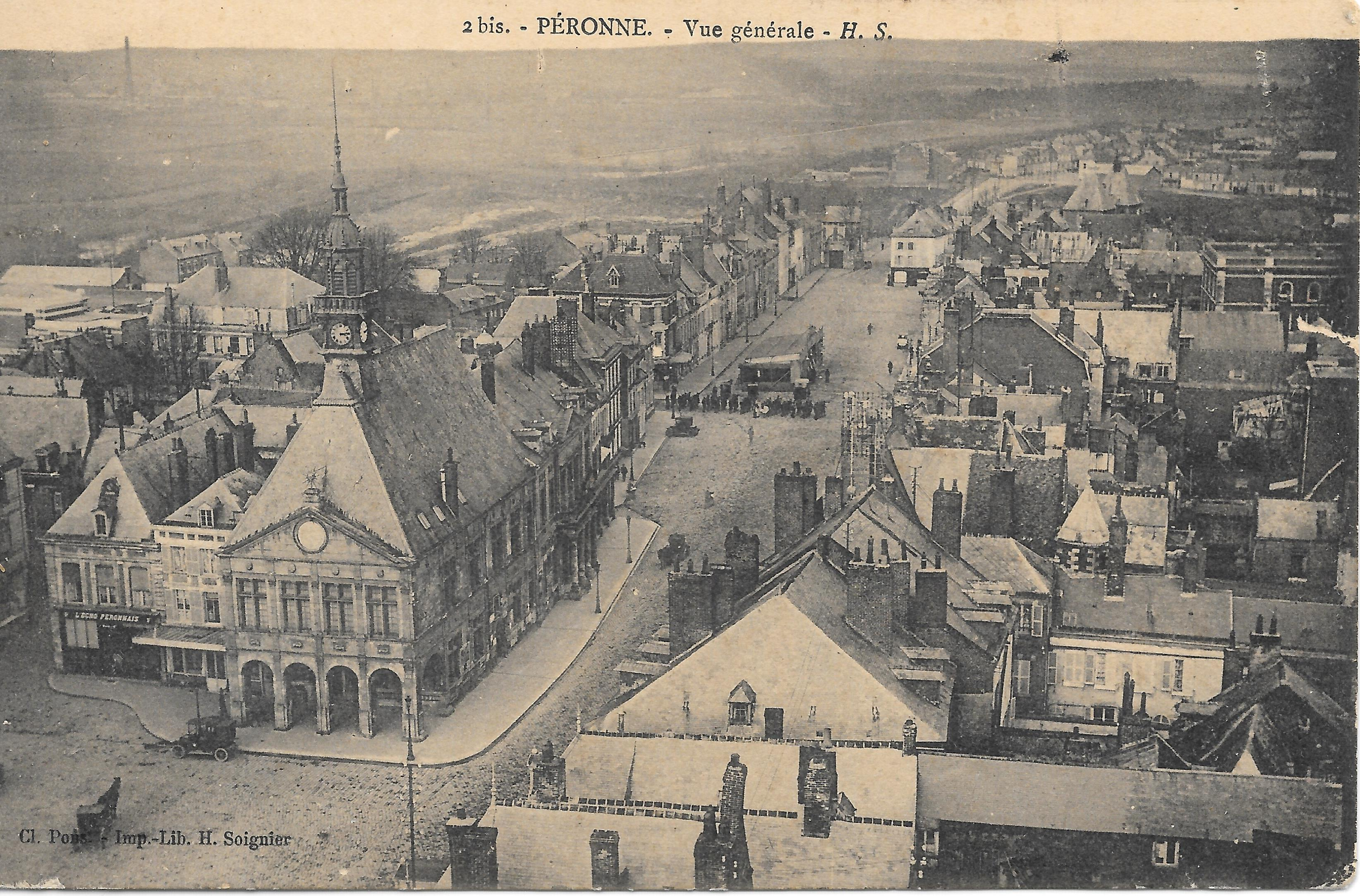
La grand-place vers 1910.
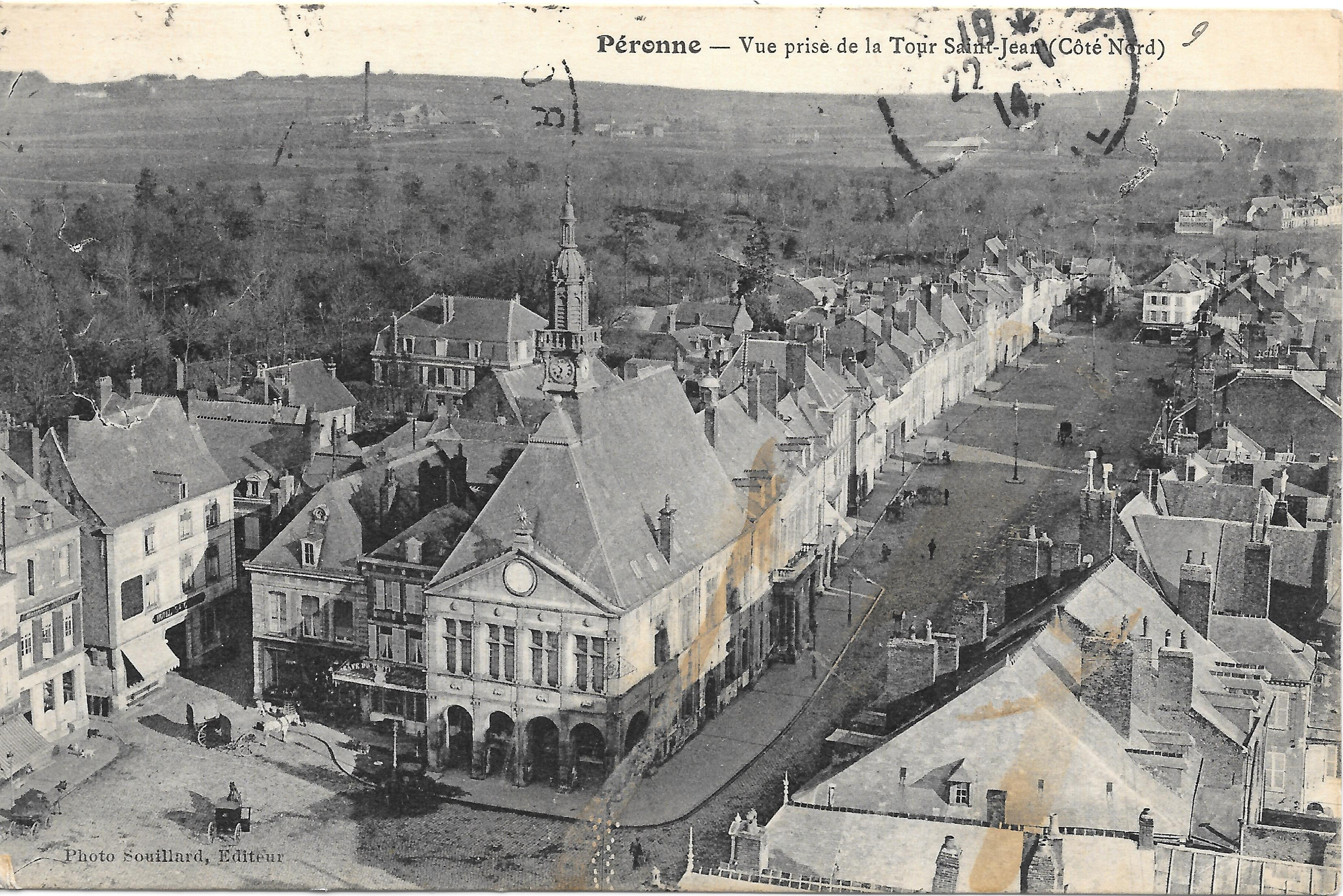
Vue de l'hôtel de ville depuis le sommet de la tour Saint-Jean.

## Caractéristiques
L'hôtel de ville a gardé sa façade néoclassique du XVIIIe siècle donnant sur la rue Saint-Sauveur. L'avant-corps servant d'entrée est composé de quatre colonnes doriques surmontées d'un balcon. Sur le fronton de l'étage supérieur, sont représentées les armoiries de la ville. Les fenêtres de l'étage sont ornées de balustrades.
La façade donnant sur la place est celle de l'ancien bailliage qui fut réuni à l'hôtel de ville. Cette façade de style Renaissance qui s'écroula en 1701, fut relevée en 1703. Elle est surmontée d'un clocheton garni d'une horloge à plusieurs cadrans depuis 1866.
Entre les deux guerres, l'édifice ruiné fut reconstruit en gardant l'allure générale du précédent. On note cependant que le nombre d'arcades a été réduit à trois, tout comme les grandes baies de la façade donnant sur la place. Des tourelles ont été ajoutées à chaque angle et un groupe sculpté en haut-relief représentant une allégorie de la prospérité retrouvée, une femme avec une corne d'abondance avec de chaque côté un enfant, l'un avec une gerbe de blé, l'autre avec des roseaux semble-t-il. On distingue à l'extrême-gauche, la croix de guerre et à l'extrême-droite la Légion d'honneur sculptées. Au dessus du fronton, une fenêtre à meneau en pierre de style Renaissance s'encastre dans la toiture, elle est surmontée d'une niche en pierre dans laquelle est logée une statue en bronze, cette niche est encadrée et surmontée de vasques en pierre.
Enfin, au faîte de la toiture, a été reconstruit un clocheton avec galerie circulaire et horloge.